# Klaus Hilbig
Klaus Hilbig (* 10. Februar 1930 in Leipzig; † 16. März 1986 in Berlin) war ein deutscher Jugend- und Kulturfunktionär (FDJ, Fernsehen der DDR), Politiker (SED) sowie Redakteur.

## Leben
Hilbig entstammte einer Arbeiterfamilie. Er besuchte die Volks- und Oberschule in Leipzig, ab 1941 in Bad Warmbrunn bei Hirschberg (Niederschlesien). Nach Kriegsende siedelte die Familie nach Ronneburg (Thüringen) um. 1946 schloss sich Hilbig der Sozialistischen Einheitspartei Deutschlands (SED) an. 1948 legte er sein Abitur in Gera ab. Anschließend studierte er von 1948 bis 1951 an der Gesellschaftswissenschaftlichen Fakultät der Friedrich-Schiller-Universität Jena. Ab 1950 war er Erster Sekretär der FDJ-Grundorganisation der FSU Jena.
Von 1951 bis 1960 war er Chefredakteur der Wochenzeitung Der Junge Pionier bzw. später Trommel und Mitglied der Zentralleitung der Pionierorganisation „Ernst Thälmann“. 1960/61 war er Aspirant am Institut für Gesellschaftswissenschaften beim ZK der SED und von 1962 bis 1965 Aspirant an der Akademie für Gesellschaftswissenschaften des ZK der KPdSU in Moskau. Er promovierte zum Dr. phil. über Das sittliche Ideal in der marxistisch-leninistischen Ethik. Von 1965 bis 1972 war er Chefredakteur der FDJ-Wochenzeitung Forum. Zeitung für Studenten und junge Wissenschaftler. Von 1969 bis 1972 war Hilbig Mitglied der Zentralen Parteileitung im Verlag Junge Welt. Hilbig galt als politischer Mentor der FDJ-Singebewegung und leitete die Beratergruppe der FDJ-Singebewegung im Zentralrat der FDJ.
Ab Juni 1972 leitete er den Bereich Kulturpolitik beim Fernsehen der DDR und war dort ab 1974 Chefredakteur für Kulturpolitik. Er war Gründer der Sendung Kulturmagazin. 1975/76 gehörte er der Zentralen Parteileitung des DDR-Fernsehens sowie dem Staatlichen Komitee für Fernsehen an. Ab August 1984 leitete er die Publikationsabteilung der Parteihochschule „Karl Marx“, wurde jedoch im November 1985 aus gesundheitlichen Gründen abberufen. Er blieb jedoch Dozent an der Parteihochschule.

## Auszeichnungen
- Vaterländischer Verdienstorden in Bronze, in Silber (1976) und in Gold (1979)
- Kunstpreis der FDJ (1975)